# Carex feddeana
Carex feddeana är en halvgräsart som beskrevs av Hans Heinrich Pfeiffer. Carex feddeana ingår i släktet starrar, och familjen halvgräs. Inga underarter finns listade i Catalogue of Life.